# Зулкарнеев, Абдулла Галимович
Абдулла Галимович Зулкарнеев (тат. ян. Ƣabdulla Ƣalim ulь Zɵlqarnəjev, тат. Габдулла Галим улы Зөлкарнәев; 20 сентября (3 октября) 1905, Петропавловск, Петропавловский уезд, Акмолинская область, Российская империя — 6 сентября 1935, Казань, Татарская АССР, РСФСР, СССР) — советский татарский драматург, государственный и общественный деятель.

## Биография
Абдулла Галимович Зулкарнеев родился 20 сентября (3 октября) 1905 года в Петропавловске Акмолинской области. Из рабочей семьи, отец был ломовым извочиком.
В возрасте десяти лет поступил в татарскую школу первой ступени, которую окончил в 1919 году. После смерти отца в 1920—1922 годах трудился чернорабочим на железной дороге. В 1923 году вступил в комсомол. В 1922—1924 годах работал в артели метельщиков на консервном заводе, а в 1924—1925 годах был курьером налогового управления в Петропавловске. В 1925 году уехал в Казань, поступив в техникум искусств. Учился с Н. Г. Жигановым и С. З. Сайдашевым. Вскоре был мобилизован в Красную армию, служил в 153-м полку 151-й дивизии в Одессе. В 1928 году стал кандидатом в члены ВКП(б), а в 1929 году вступил в партию. В том же году вернулся в Казань и продолжил учёбу в техникуме, который окончил в 1930 году. После получения образования был принят на работу ответственным секретарём Татарского республиканского профессионального союза работников искусств, а в 1930—1934 годах занимал пост председателя правления Центрального комитета ТАТРАБИСа. В январе 1934 года был вновь мобилизован в ряды Красной Армии, был командиром взвода Татарского стрелкового полка. Одновременно являлся начальником клуба отдельной части Казанской стрелковой дивизии имени ТатЦИКа, а также был парторгом батальона, характеризуясь как «решительный твёрдый большевик», пользующийся «большим авторитетом среди начсостава и бойцов».
Одновременно с общественно-партийной работой, с 1928 года занимался драматургией, также писал стихи. Является автором пьес «Партизаннар» («Партизаны», 1930), «Кан тамчылары» («Капли крови», 1930), «Серләр чишелде» («Тайна раскрыта», 1930), «Пчакка каршы пчак» («Кровь за кровь», 1932), «Өермә» («Вихрь», 1932), «Ил чигендә» («На границе», 1932), «Повар» (1933), «Ана» («Мать», 1934). Также известны пьесы «Тагир» («Таhир»), «Сердце степи» («Дала йөрәге»), после прихода в армию Зулкарнеев перешёл на оборонную тематику, став автором пьес «Ворошиловский субботник», «Батальон». Пьеса «Өермә» была в 1932 году поставлена на сцене Татарского государственного академического театра (реж. С. Я. Валеев-Сульва), причём музыку к спектаклю написал С. З. Сайдашев: на тему коллективизации в деревне были созданы масштабные номера с оригинальной музыкой в исполнении оркестра. Ряд пьес ставились в клубных и малых формах во всех районах Татреспублики, а также в Московском центральном татарском рабочем театре.
Абдулла Галимович Зулкарнеев погиб 6 сентября 1935 года в автомобильной катастрофе в Казани в возрасте 29 лет. Он смог вытолкнуть 16-летнего водителя, но при перевороте машины сам попал под кузов, тогда как остальные пассажиры выжили. Свои соболезнования выразил РАБИС, Татарский государственный академический театр, Казанский большой драматический театр, Союз советских писателей Татарии. Прощание прошло 9 сентября в Доме Красной армии. Похоронен был Зулкарнеев на Братском кладбище. На могиле установлен памятник с надписью «Абдулла Галимович Зулкарнеев. 1905—1935. Погиб от автокатастрофы. Любимому другу, отцу от жены, сына Рената и дочери Риммы».

## Личная жизнь
Жена — Амина Валеевна, актриса. Двое детей — сын и дочь. Сын — Ренат (р. 1932), врач. Есть внуки. Часть архива Зулкарнеева была передана в Национальный музей Республики Татарстан, в том числе множество неопубликованных материалов, пьес, писем, документов, ожидающих научного исследования.